# Csangjon
Csangjon (hangul: 장연군, Csangjon-kun, handzsa: 長淵郡, RR: Changyŏn-kun, ’hosszú szakadék’) megye Észak-Koreában, Dél-Hvanghe (Hwanghae) tartományban. Az újkőkorszak (neolitikum) óta lakott terület. Kogurjo (Goguryeo) idején nyerte el mai nevét. 1896-ban emelték megyei rangra.

## Földrajza
Északról Kvail (Kwail) és Szonghva (Songhwa), keletről Szamcshon (Samch'ŏn) és Thethan (T'aet'an), délről Rjongjon (Ryongyŏn), nyugatról a Sárga-tenger (Nyugati-tenger) határolja.
Legmagasabb pontja a 609 méter magas Pulthaszan (불타산; 佛陀山, Pult'asan).

## Közigazgatása
1 községből (up (ŭp)), 19 faluból (ri (ri)) és 1 munkásnegyedből (rodongdzsagu (rodongjagu)) áll:
| - Csangjon-up (장연읍; 長淵邑, Changyŏn-ŭp) - Ragjon-rodongdzsagu (락연로동자구; 樂淵勞動者區, Ragyŏn-rodongjagu) - Kvangcshon-ri (광천리; 鑛泉里, Kwangch'ŏn-ri) - Kumsza-ri (금사리; 金沙里, Kŭmsa-ri) - Nulszan-ri (눌산리; 訥山里, Nulsan-ri) - Rakhung-ri (락흥리; 樂興里, Rakhŭng-ri) - Mjongcshon-ri (명천리; 明川里, Myŏngch'ŏn-ri) - Pakszan-ri (박산리; 礡山里, Paksan-ri) - Szanszu-ri (산수리; 山水里, Sansu-ri) - Szancshon-ri (산천리; 山川里, Sanch'ŏn-ri) - Szamszan-ri (삼산리; 三山里, Samsan-ri) | - Szemmul-ri (샘물리; 샘물里, Saemmul-ri) - Szokcsang-ri (석장리; 石長里, Sŏkchang-ri) - Szondzsong-ri (선정리; 仙亭里, Sŏnjŏng-ri) - Szema-ri (세마리; 細馬里, Sema-ri) - Cshangpha-ri (창파리; 滄波里, Ch'angp'a-ri) - Cshonggje-ri (청계리; 淸溪里, Ch'ŏnggye-ri) - Cshuhva-ri (추화리; 秋花里, Ch'uhwa-ri) - Hangnim-ri (학림리; 鶴林里, Hangnim-ri) - Hean-ri (해안리; 海岸里, Haean-ri) - Hvavon-ri (화원리; 花園里, Hwawŏn-ri) |

## Gazdaság
Csangjon (Changyŏn) megye gazdasága főként bányászatra és gabonatermesztésre, azon belül rizs- és kukoricatermesztésre épül.

## Oktatás
Csangjon (Changyŏn) megye egy ipari egyetemnek, egy mezőgazdasági főiskolának, kb. 20 általános és kb. 20 középiskolának ad otthont.

## Egészségügy
A megye számos egészségügyi intézménnyel rendelkezik, köztük 1 megyei és kb. 20 helyi kórházzal.

## Közlekedés
A megye közutakon a szomszédos helységek felől közelíthető meg. A megye vasúti kapcsolattal rendelkezik, a Csangjon (Changyŏn) vonal része.